# Sanjaya Rajaram
Sanjaya Rajaram (Uttar Pradesh, 1943-Ciudad Obregón, 17 de febrero de 2021) fue un científico mexicano nacido en la India, ganador del Premio Alimentario Mundial en 2014. Le fue otorgado este premio por su investigación en el desarrollo de 480 variedades de trigo que han sido usadas en 51 países. Esta innovación ha llevado a un aumento en producción de trigo por todo el mundo – por más de 200 millones de toneladas – a partir de los logros de la Revolución Verde. El Gobierno de India le otorgó el cuarto honor civil más alto de Padma Shri en 2001.

## Primeros años, educación y familia
Sanjaya Rajaram nació en 1943 cerca de un pequeño pueblo agrícola en el estado de Uttar Pradesh en el norte de la India. Su familia, incluyendo sus padres, un hermano mayor y una hermana menor, tenían una vida pobre manteniéndose a base de su granja de cinco hectáreas donde cultivaban trigo, arroz y maíz. A diferencia de la mayoría de los niños en su situación socioeconómica,  era animado por sus padres a seguir una educación, terminó la escuela secundaria como el mejor estudiante en todo el Distrito Benarés.
Rajaram cursó la licenciatura en agricultura en la Universidad de Gorakhpur, una maestría en ciencias genéticas y fitocultura del Instituto de Investigaciones Agrícolas de la India (IARI) en Nueva Delhi y un doctorado en fitocultura de la Universidad de Sídney. Mientras estudiaba en IARI en 1964,  estudió genética y fitocultura con el Prof. M.S. Swaminathan.

## Carrera
En 1969 Rajaram empezó trabajar como mejorador de trigo en el Centro Internacional de Mejoramiento de Maíz y Trigo en México. Trabajó con el científico Norman Borlaug, en campos de trigo experimental en El Batan (Texcoco), en Toluca y en Ciudad Obregón, Sonora, y se volvió director del CIMMYT en 1972 cuando tenía 29 años.
Después de estar 33 años en el CIMMYT, incluyendo siete años como Director del Programa de Trigo Global, Rajaram se unió al Centro Internacional para Búsqueda Agrícola en las Áreas Secas (ICARDA) como Director de Administración del Gen Integrado antes de formalmente retirarse en el 2008. Durante su carrera señalada, el trabajo de Rajaram resultó en la liberación de más de 480 variedades de trigo de pan en 51 países, los cuales crecen en más de 58 millones de hectáreas en todo el mundo.
Rajaram también es el dueño y director de Semilla de Recurso Mexicana, una compañía privada pequeña que se especializa en el desarrollo de trigo y su promoción.